# Ко сёги
Ко сёги (яп. 広将棋 или яп. 廣象棋, широкие шахматы) — вариант сёги (японских шахмат) на большой доске 19 × 19 узлов.
В начальной расстановке у каждой из сторон имеется по 90 фигур 34 типов. Фигуры передвигаются по узлам сетки, как в сянци.

## История
Игра восходит к рубежу XVIII века и основана на сянци, го и сёги. Изобрёл её конфуцианский учёный Огю Сорай (1666 — 1728), который также описал правила игры в своей книге «Косёгифу» (яп. 廣象棋譜).